# Parmaturus xaniurus
Parmaturus xaniurus és una espècie de peix de la família dels esciliorrínids i de l'ordre dels carcariniformes.

## Morfologia
- Els mascles poden assolir 45 cm de longitud total.[1][2]

## Hàbitat
És un peix marí de clima subtropical que viu entre 91-1.251 m de fondària.

## Distribució geogràfica
Es troba des de la costa central de Califòrnia fins al Golf de Califòrnia.